# Lizumer Reckner
El Lizumer Reckner (2.884 m s. n. m.) es la montaña más alta de los Prealpes del Tux y de todos los Alpes esquistosos tiroleses. Se encuentra en Austria en el estado del Tirol.
Se puede subir a la cima partiendo de la Cabaña Lizumer (Lizumer Hütte, 2.019 m).
Según la clasificación SOIUSA, Lizumer Reckner pertenece a:
- Gran parte: Alpes orientales
- Gran sector: Alpes del noreste
- Sección: Alpes esquistosos tiroleses
- Subsección: Prealpes del Tux
- Supergrupo: Grupo Reckner-Malgrübler-Rosenjoch
- grupo: Cadena Reckner-Schafseitenspitze
- Código: II/B-23.I-A.1